# 8ª Mostra internazionale d'arte cinematografica di Venezia (1947)

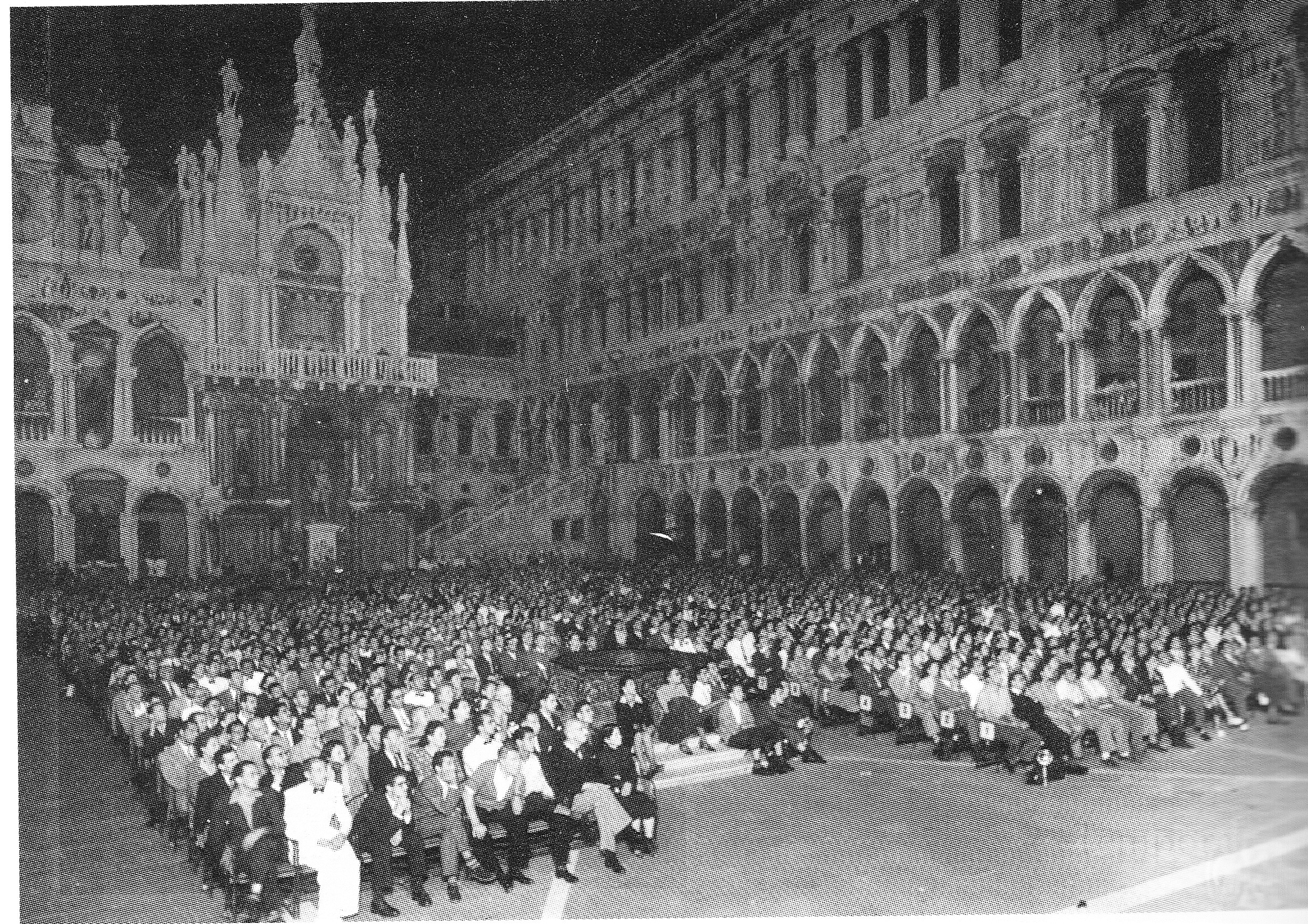
Una proiezione della Mostra di Venezia dinnanzi Palazzo Ducale.

L'8ª edizione della Mostra internazionale d'arte cinematografica di Venezia si è svolta a Venezia, Italia, dal 23 agosto al 15 settembre del 1947, a Palazzo Ducale, con un afflusso record di circa 90.000 presenze. Torna la giuria internazionale a dare maggior lustro alle premiazioni: si registra anche il ritorno dell'India e della Cecoslovacchia (che vinse il Miglior Film con Sirena). Il direttore della Mostra è Elio Zorzi.
Formalmente non esisteva ancora il Leone d'oro per designare il più alto riconoscimento della manifestazione: il premio era denominato come Gran Premio Internazionale di Venezia. Tuttavia questa è solo una differenza formale, in quanto, dal 1946 erano stati unificati i premi per i film (prima, con la Coppa Mussolini, erano divisi in due, Miglior Film Straniero e Italiano).
Tra i film famosi in concorso Lo straniero di Orson Welles, Fuggiasco di Carol Reed e Caccia tragica di Giuseppe De Santis.

## Giurie

### Giuria internazionale
- Vinicio Marinucci (Italia) (presidente)
- Hugo Mauerhofer (Svizzera) (vicepresidente)
- Antonin Brousil (Cecoslovacchia)
- Jacques Ibert (Francia)
- Fabrizio Malipiero (Danimarca)
- Cirly Ray (Regno Unito)
- William Karol (Messico)
- Carlo Benda (Svezia)
- Dimitri Jeriomin (Unione Sovietica)
- Jeanne Contini (Stati Uniti d'America)

### Giuria internazionale per le sezioni speciali e i film per ragazzi
- Grigorij Aleksandrov (Unione Sovietica)
- Rita Barisse (Regno Unito)
- Gaetano Carancini (Italia)
- Rinaldo Dal Fabbro (Italia)
- František Hajek (Cecoslovacchia)
- Pierre Michaut (Francia)
- Ugo Sannazzari (Italia)
- Drago Sega (Jugoslavia)
- Strachimin Razov (Bulgaria)

## Film in concorso

### Belgio
- Ngiri, regia di Gérard De Boe (cortometraggio)

### Bulgaria
- Giorni soleggiati, regia di Emil Karastoianov (cortometraggio)
- Hora sred oblatzite (Хора сред облаците), regia di Zahari Zhandov (cortometraggio)
- Svatba na selo, regia di Stoyan Hristov (cortometraggio)
- Edin den v Sofia (Един ден в София), regia di Zahari Zhandov (cortometraggio)

### Cecoslovacchia
- Sirena (Siréna), regia di Karel Steklý
- Capkovy povidky, regia di Martin Frič
- A Christmas Dream (Vánoční sen), regia di Karel Zeman (cortometraggio)
- Ebrei in Cecoslovacchia (cortometraggio)
- Liška a džbán, regia di Stanislav Látal (cortometraggio)
- Posviceni, regia di Jiří Trnka (cortometraggio)
- Pout, regia di Jirí Trnka (cortometraggio)
- Atom na rozcestí, regia di Cenek Duba (cortometraggio)

### Danimarca
- Ditte menneskebarn, regia di Bjarne Henning-Jensen
- Questi benedetti ragazzi (De pokkers unger), regia di Astrid e Bjarne Henning-Jensen
- Garden hedder Vikagaröur, regia di Valdemar Lauritzen (cortometraggio)

### Francia
- Les Frères Bouquinquant, regia di Louis Daquin
- Il diavolo in corpo (Le Diable au corps), regia di Claude Autant-Lara
- Farrebique ou Les Quatre Saisons, regia di Georges Rouquier
- Monsieur Vincent, regia di Maurice Cloche
- Legittima difesa (Quai des Orfèvres), regia di Henri-Georges Clouzot
- Il segno di Allah (Bethsabée), regia di Léonide Moguy
- Le Vampire, regia di Jean Painlevé (cortometraggio)
- À l'assaut de la Tour Eiffel, regia di Alain Pol (cortometraggio)
- Au pays des Pygmées, regia di Jacques Dupont (cortometraggio)
- Gens et coutumes d'Armagnac, regia di J.K. Raymond Millet (cortometraggio)
- La télévision, oeil de demain, regia di J.K. Raymond Millet (cortometraggio)
- L'Ennemi Secret, regia di J.K. Raymond Millet (cortometraggio)
- Matins de France, regia di Louis Cuny (cortometraggio)
- Tennis, regia di Michel Martin (cortometraggio)

### Germania
- Gli assassini sono tra noi (Die Mörder sind unter uns), regia di Wolfgang Staudte

### India
- Shakuntala, regia di Rajaram Vankudre Shantaram
- Dr. Kotnis Ki Amar Kahani, regia di Rajaram Vankudre Shantaram

### Italia
- Il delitto di Giovanni Episcopo, regia di Alberto Lattuada
- Uomini senza domani, regia di Giovanni Vernuccio
- L'onorevole Angelina, regia di Luigi Zampa
- Caccia tragica, regia di Giuseppe De Santis
- Bianchi pascoli, regia di Luciano Emmer ed Enrico Gras (cortometraggio)
- Giotto e la Cappella degli Scrovegni, regia di Glauco Pellegrini (cortometraggio)
- Il volto della luna (cortometraggio)
- Lalla, piccola Lalla, regia di Nino Pagot (cortometraggio)
- La piccola repubblica, regia di Enrico Moretti (cortometraggio)
- Molluschi (cortometraggio)
- Resezione tipica del ginocchio - Intervento chirurgico eseguito dal prof. Francesco Delitala nell'Istituto Ortopedico Rizzoli in Bologna, regia di Francesco Pasinetti (cortometraggio)
- Sinfonia in nero, regia di Attilio Bazzini (cortometraggio)
- Slem, regia di Corrado Dragoni (cortometraggio)

### Messico
- La donna di tutti (La mujer de todos), regia di Julio Bracho
- Crepúsculo, regia di Julio Bracho
- Jungla in fiamme (La selva de fuego), regia di Fernando de Fuentes
- La perla, regia di Emilio Fernández
- Enamorada, regia di Emilio Fernández

### Regno Unito
- Frida, l'amante straniera (Frieda), regia di Basil Dearden
- The Overlanders, regia di Harry Watt
- Il porto delle tentazioni (Temptation Harbour), regia di Lance Comfort
- Sono un criminale (They Made Me a Fugitive), regia di Alberto Cavalcanti
- Il maggiore Barbara (Major Barbara), regia di Gabriel Pascal, Harold French e David Lean
- Fuggiasco (Odd Man Out), regia di Carol Reed
- Hospital School, regia di Arthur Barnes (cortometraggio)
- Latitude and Longitude (cortometraggio)
- Meadow Ant (cortometraggio)
- Operation Shock, regia di A.E. Jeakins (cortometraggio)

### Spagna
- Regina santa (Reina santa), regia di Henrique Campos, Aníbal Contreiras e Rafael Gil
- Danzas de España, regia di A. Fraguas Saavedra (cortometraggio)

### Stati Uniti d'America
- Lo straniero (The Stranger), regia di Orson Welles
- Conta solo l'avvenire (Tomorrow Is Forever), regia di Irving Pichel
- Io ti salverò (Spellbound), regia di Alfred Hitchcock
- Accadde nella quinta strada (It Happened on 5th Avenue), regia di Roy Del Ruth
- Ultimo orizzonte (Gallant Journey), regia di William A. Wellman
- Femmina folle (Leave Her to Heaven), regia di John M. Stahl
- I forzati della gloria (Story of G.I. Joe), regia di William A. Wellman
- Aerology-Thunderstorm (cortometraggio)
- Artisans of Florence, regia di Victor Vicas (cortometraggio)
- Bread and Wine, regia di Victor Vicas (cortometraggio)
- Camouflage, regia di Eddie Donnelly (cortometraggio)
- Diary of a Sergeant, regia di Joseph M. Newman (cortometraggio)
- Don't Be a Sucker (cortometraggio)
- Sandfly Control (cortometraggio)
- Schistosomiasis (cortometraggio)
- The ABC of G. (cortometraggio)
- The Round Trip, regia di Roger Barlow (cortometraggio)

### Sudafrica
- Sulla strada di domani (cortometraggio)

### Svezia
- Iris fiore del nord (Iris och löjtnantshjärta), regia di Alf Sjöberg
- Spasimo (Hets), regia di Alf Sjöberg
- La coda del diavolo (Pengar), regia di Nils Poppe

### Svizzera
- Matto regiert, regia di Leopold Lindtberg
- Berghewet am Hinterreicheim, regia di Auguste Kern (cortometraggio)

### Unione Sovietica
- Glinka (Глинка), regia di Leo Arnštam
- L'ammiraglio Nachimov (Адмирал Нахимов), regia di Vsevolod Illarionovič Pudovkin
- Meteority (Метеориты), regia di Pavel Klushantsev (cortometraggio)
- Scienza e tecnica, regia di P. Petrova (cortometraggio)
- Scienza e tecnica, regia di D. Jašin (cortometraggio)
- Sport invernale a Mosca (cortometraggio)

### Uruguay
- Assuncion del mundo (cortometraggio)

## Premi
- Gran Premio Internazionale di Venezia per il miglior film: Sirena (Siréna) di Karel Steklý
- Gran Premio Internazionale di Venezia per il miglior cortometraggio: Piazza San Marco di Francesco Pasinetti
- Gran Premio Internazionale di Venezia per il miglior documentario lungometraggio: Sul sentiero degli animali di Boris Dolin
- Premio della Presidenza del Consiglio dei Ministri al miglior film italiano: Caccia tragica
- Premio internazionale per il miglior attore: Pierre Fresnay per Monsieur Vincent
- Premio internazionale per la migliore attrice: Anna Magnani per L'onorevole Angelina
- Premio internazionale per la regia: Henri-Georges Clouzot per Legittima difesa (Quai des Orfèvres)
- Premio internazionale per la migliore fotografia: Emilio Fernández per La perla
- Premio internazionale per il miglior commento musicale: E.F. Burian per Sirena (Siréna)
- Premio internazionale per il miglior soggetto originale: Primavera (Vesna)
- Premio internazionale per il miglior contributo originale al progresso della cinematografia: La perla e Dream That Money Can Buy (ex aequo)
- Premio della Direzione della Mostra per il miglior cortometraggio per ragazzi: Vzpoura hraček
- Premio della Direzione della Mostra per il miglior cortometraggio a carattere musicale: La voce di Paganini
- Premio della Direzione della Mostra per il miglior cortometraggio di folklore-sport-turismo: Matins de France
- Premio della Direzione della Mostra per il miglior cortometraggio della sezione medicina: Resezione tipica del ginocchio - Intervento chirurgico eseguito dal prof. Francesco Delitala nell'Istituto Ortopedico Rizzoli in Bologna
- Premio della Biennale di Venezia per il cortometraggio psicologicamente più efficace per bambini e ragazzi: Natale nel bosco (Bush Christmas)
- Premio della Biennale per speciali meriti artistici: Aleksei Dikij per L'ammiraglio Nachimov (Адмирал Нахимов), Pedro Armendáriz per La perla, Mai Zetterling per Spasimo (Hets) e Iris fiore del nord (Iris och löjtnantshjärta), Aldo Fabrizi per Il delitto di Giovanni Episcopo, Ingrid Bergman per Io ti salverò (Spellbound)
- Premio della Biennale per speciali meriti artistici al regista: Carol Reed per Fuggiasco (Odd Man Out)
- Premio della Biennale per le scene di massa: L'ammiraglio Nachimov (Адмирал Нахимов)
- Premio della Biennale ai registi: Astrid Henning-Jensen e Bjarne Henning-Jensen per Questi benedetti ragazzi (De pokkers unger)
- Premio della Biennale di Venezia per il cortometraggio didattico-scientifico: Il volto della luna
- Premio della Biennale per il miglior cortometraggio di medicina: Schistosomiasis
- Premio della Biennale per il documentario a soggetto di alto valore: The Overlanders
- Premio della Biennale per il documentario a soggetto: Farrebique ou Les Quatre Saisons
- Premio della Biennale "per il suo umorismo": La coda del diavolo (Pengar)
- Premio Biennale di Venezia per il documento più efficace d'arte e di vita: I monumenti e la guerra
- Premio per il miglior cortometraggio a disegni animati: Atom na rozcestí
- Premio per il miglior cortometraggio a pupazzi animati: Posviceni
- Premio per il cortometraggio: Hora sred oblatzite (Хора сред облаците), Affare fatto (La Rose et le Réséda), Giornale sportivo, Le Monde de Paul Delvaux
- Menzione Speciale: Canzone della felicità, Svatba na selo, Giotto e la Cappella degli Scrovegni, The ABC og G.
- Menzione speciale per i film di medicina: L'Ennemi Secret
- Menzione speciale per il documentario di cultura varia: Boundary Lines
- Segnalazione della Giuria: Pisen miru, Bianchi pascoli, Garden hedder Vikagaröur, Lalla, piccola Lalla, Le Vampire, Ave Maria, Puerto Rico, Paysages du silence, 1º maggio a Mosca, Mladina gradi
- Segnalazione: Berghewet am Hinterreicheim